# Jens Petersen (fodboldspiller)
 For alternative betydninger, se Jens Petersen. (Se også artikler, som begynder med Jens Petersen)
Jens Petersen (22. december 1941 i Esbjerg – 8. marts 2012 smst) var en dansk professionel fodboldspiller. Han opnåede 21 A-landskampe for Danmarks fodboldlandshold og scorede 1 mål.
Han var med på holdet da Esbjerg fB i 1961, 1962 og 1963 tog det danske mesterskab til Vestjylland, og i 1964 var han også med til at vinde Landspokalturneringen.
Jens var efter fodboldkarrieren bl.a. stadioninspektør for Esbjerg Idrætspark (1988-1996), og blev i 1996 direktør for Esbjerg Idrætspark.
Jens Petersen blev kåret til Årets Fodboldspiller i Danmark i 1963.